# Sabulodes permutans
Sabulodes permutans är en fjärilsart som beskrevs av Walker 1860. Sabulodes permutans ingår i släktet Sabulodes och familjen mätare. Inga underarter finns listade.